# 吳大奎
吳大奎（韓語：오대규，1968年5月13日—），韓國男演員。

## 演出作品

### 電視劇
- 1993年：SBS《遙遠的松巴江》飾演 具上等兵
- 1994年：SBS《愛的芳香》
- 1995年：MBC《神秘的鏡子》
- 1996年：SBS《盜賊》
- 1997年：KBS《走向暴風》
- 1998年：MBC《長男》
- 1999年：SBS《心上人啊你是誰》
- 2000年：MBC《三兄弟》
- 2002年：MBC《戀人們 》
- 2002年：KBS《太陽人李濟馬》飾演 張尚旭
- 2002年：SBS《斑白的家》
- 2002年：KBS《沒有畏懼的愛》
- 2004年：SBS《陽光照射》飾演 吳達才
- 2004年：SBS《大小姐們》飾演 盧建泰
- 2006年：SBS《愛需要奇蹟》
- 2006年：SBS《我也要去》飾演 政莞
- 2006年：SBS《愛恨一線間》飾演 朴在赫
- 2007年：SBS《大老婆的反擊》飾演 李基狄
- 2009年：KBS《不像三兄弟》飾演 金现金
- 2011年：SBS《薔薇的戰爭》飾演 朴大成
- 2011年：SBS《要帥氣的生活》飾演 申基翰
- 2012年：SBS《五指》飾演 洪秀彪
- 2013年：MBC《歐若拉公主》飾演 吳水星
- 2013年：SBS《熱愛》飾演 柳民秀
- 2015年：MBC《讓女人哭泣》飾演 姜真明
- 2017年：SBS《Happy Sisters》飾演 崔載雄

### 電影
- 2005年：《Daddy-Long-Legs》